# Intercontinental Rally Challenge
Intercontinental Rally Challenge, förkortas IRC, var en rallyserie under World Rally Championship (WRC) som organiserades av SRW Ltd och sanktionerades av FIA. Serien grundades år 2006 och ingick i Eurosport Events, vilka TV-sände serien. Till säsongen 2013 slogs mästerskapet ihop med European Rally Championship (ERC).

## Säsonger
| Säsong | Förare               | Märke   |
| ------ | -------------------- | ------- |
| 2012   | Andreas Mikkelsen    | Škoda   |
| 2011   | Andreas Mikkelsen    | Škoda   |
| 2010   | Juho Hänninen        | Škoda   |
| 2009   | Kris Meeke           | Peugeot |
| 2008   | Nicolas Vouilloz     | Peugeot |
| 2007   | Enrique García-Ojeda | Peugeot |
| 2006   | Giandomenico Basso   | Abarth  |